# Plenimir, Dobrici
Plenimir (în bulgară Пленимир, în română Salaman) este un sat în comuna Gheneral-Toșevo, regiunea Dobrici, Dobrogea de Sud, Bulgaria. 
Între anii 1913-1940 a făcut parte din plasa Casim a județului Caliacra, România. Majoritatea locuitorilor erau români.

## Demografie
Componența etnică a satului Plenimir
     Turci (6,74%)
     Bulgari (77,52%)
     Romi (7,86%)
     Nicio identificare (2,24%)
     Altele (5,61%)
La recensământul din 2011, populația satului Plenimir era de 89 locuitori. Din punct de vedere etnic, majoritatea locuitorilor (77,52%) erau bulgari, existând și minorități de romi (7,86%) și turci (6,74%). Pentru 2,24% din locuitori nu este cunoscută apartenența etnică.